# Abdelali Daraa
Abdelali Daraa est un boxeur marocain né le 25 avril 1990 à Casablanca.

## Carrière
Sa carrière amateur est principalement marquée par une médaille d'argent remportée aux championnats d'Afrique de Yaoundé en 2011 dans la catégorie de poids mi-mouches. Qualifié pour les Jeux de 2012 à Londres, il s'incline au premier tour face au boxeur camerounais Thomas Essomba.